# Quercus longinux
Quercus longinux är en bokväxtart som beskrevs av Bunzo Hayata. Quercus longinux ingår i släktet ekar, och familjen bokväxter.
Artens utbredningsområde är Taiwan. Inga underarter finns listade.